# Web chìm

Các tầng của internet được hình tượng thành một ngọn núi băng, web chìm nằm ở giữa núi băng.

Web chìm (tiếng Anh: deep web) hay web ẩn (tiếng Anh: invisible web, undernet hoặc hidden web) là phần nội dung trên thế giới mạng World Wide Web không thuộc về web nổi (surface web), mà cụ thể là những trang không được đánh dấu, chỉ mục (index) và không thể tìm kiếm được khi dùng các công cụ tìm kiếm thông thường. Nội dung của web chìm ẩn bên dưới các bản mẫu HTML, và có thể yêu cầu mật khẩu hoặc truy cập bảo mật khác qua trang web công cộng.
Web chìm bao gồm nhiều ứng dụng rất phổ biến như web mail và ngân hàng trực tuyến nhưng nó cũng bao gồm các dịch vụ mà người dùng phải trả tiền, và được bảo vệ bởi một paywall, như video theo yêu cầu, một số tạp chí và báo chí trực tuyến, và nhiều hơn nữa. Nhà khoa học máy tính : Michael K. Bergman được cho là đã tạo ra thuật ngữ này vào năm 2001 như một thuật ngữ lập chỉ mục tìm kiếm.
Năm 2011, lượng thông tin trên web chìm đã vượt hơn hẳn web nổi.

## Quy mô
Web chìm là một phần của Internet. Trong một bài báo phát hành năm 2001, nhà học giả cũng như là một doanh nhân tên Michael K. Bergman đã viết: "Những trang deep web hiện nay có kích thước gấp 400 đến 550 lần so với những trang web được định nghĩa thông thường trên thế giới."
Trong một nghiên cứu tại đại học California, Berkeley năm 2011, dựa trên ước lượng ngoại suy, dung lượng dữ liệu trên web chìm khoảng 7500 terabyte. Cụ thể gồm khoảng 300.000 trang web chìm trong năm 2004, và theo Shestakov, khoảng 14 000 trang web chìm có xuất xứ từ Nga vào năm 2006.

## Tên gọi